# Olivier Beaudoin
Olivier Beaudoin (ur. 29 czerwca 1984 w Montrealu) – kanadyjski perkusista. Olivier Beaudoin znany jest przede wszystkim z występów w deathmetalowym zespole Kataklysm do którego dołączył w 2013 roku. Wcześniej występował w technical deathmetalowym zespole Neuraxis i black-deathmetalowej formacji Eternal Burden. Jako muzyk koncertowy współpracował z austriackim zespołem Belphegor i norweską grupą Keep of Kalessin.
Muzyk jest endorserem firm Mapex, Paiste, Axis, Evans, Regal Tip, PureSound i Sennheiser.

## Dyskografia
- Neuraxis - Asylon (2011, Prosthetic Records)[9]
- Kataklysm - Waiting for the End to Come (2013, Nuclear Blast)[10]